# Ray William Johnson
Ray William Johnson (Oklahoma City, 14 augustus 1981) is een Amerikaans komiek. Hij had een webshow op YouTube genaamd Equals Three (ofwel =3) en maakt regelmatig vlogs over zijn persoonlijke leven. Daarnaast is hij met zijn inmiddels ex-vriendin Anna Akana eigenaar van Runaway Planet Studios en hij heeft een  YouTube-kanaal genaamd Yourfavoritemartian, waarop hij muziekvideo's post. Op 28 juni 2011 stond hij bovenaan in de lijst van YouTube-kanalen met de meeste abonnees, waarmee hij Nigahiga inhaalde, die lange tijd boven hem op 1 stond. In 2013 is Ray William Johnson ingehaald door PewDiePie met 19 miljoen abonnees en Smosh met 13 miljoen abonnees.

## Equals Three (=3)
2012 tot 2014
=3 is een webshow die eens per week verschijnt. Johnson geeft commentaar op drie (soms met uitzondering vier) verschillende filmpjes die in de tijd daarvoor populair zijn geworden op de bekende videowebsites (viral videos). Aan het eind van zijn ongeveer vijf tot tien minuten durende webshow herhaalt Johnson een van de fragmenten kort of laat hij een paar bloopers zien. =3 is stopgezet in maart 2014; Johnson wil zich verder concentreren op zijn andere video's en bezigheden (onder meer de podcast "Runaway Thoughts").
Tot 2012
Tot 2012 verscheen deze tweemaal per week op dinsdag en op donderdag of soms op vrijdag.  Daarna volgde de comment question of the day. Dit was een video met een vraag die een van de kijkers heeft achtergelaten. Soms komt deze nog terug bij geval van uitzondering. Kijkers konden hierop een zo grappig of origineel mogelijk antwoord geven in de reacties en op Facebook, Twitter en Google+. De leukste antwoorden op deze vraag kwamen in het volgende filmpje aan bod.Deze feature werd er echter uitgehaald omdat de statistieken uitwezen dat dit het minst populaire deel van de serie was.
Datagegevens
Elke aflevering van =3 wordt gemiddeld drie miljoen keer bekeken. Al stijgt dat aantal vaak tot meer dan 5 miljoen naarmate de ouderdom van de aflevering. Tot aan het einde van 2011 verschenen er 250 afleveringen van Equals Three. In april 2010 ging er een Spaanse versie van Equals Three genaamd Igual A Tres van start. Deze show wordt gepresenteerd door P-D-Flo, een vriend van Johnson.
Verschillende bekendheden zijn al in de show geweest, onder wie Robin Williams, Andy Milonakis en Kal Penn.

## Breaking NYC en Breaking Los Angeles
In december 2009 begon Johnson met het maken van korte vlogs, waarin hij vertelde wat hij zoal deed wanneer hij niet zijn webshow aan het maken was. Hij deed dit tot juni 2010 elke dag, waarna hij het te druk kreeg met andere projecten. In april 2011 begon hij weer met het maken van vlogs, getiteld Breaking Los Angeles and the adventures of Puff Puff, kortweg de Breaking LA-vlogs. Elke vrijdag verschijnt er een nieuwe vlog op het Breaking NYC YouTube-kanaal. In de Breaking LA van 23 september 2011 kondigde Johnson een stop van een paar weken aan om zijn crew even vrij te geven. Na drie maanden kwamen er weer filmpjes onder de nieuwe naam Breaking Season 3. Dit project werd alsook gestaakt na het genomen ontslag bij Maker Studios.

## Fatty Spins
In 2009 begon Johnson samen met twee andere youtubers een nieuw muziekkanaal. Daarop verschenen vijf videoclips, te weten Doin' your Mom, Muppet Sex, Apple Store Love Song, YouTube Party en School'd. In oktober 2009 verscheen de laatste video. Volgens het YouTube-kanaal was "Fatty Spins een leuk project, maar we maken geen muziek meer samen. We laten deze video's hier achter voor archiefdoeleinden."

## Yourfavoritemartian
In 2011 begon Johnson een kanaal, YourFavoriteMartian, waarop hij muziekclips uploadde. Om de twee weken wordt er op woensdag een nieuwe video online gezet. Het is een fictieve band met de stemmen van Ray William Johnson en Jesse Cale. In totaal bestaat de muziekgroep uit vier leden: Puff (Ray William Johnson), Benatar (Jesse Cale), Deejay en Axel.
Door een conflict met de toenmalige studio (Maker Studios) die samenwerkte met Johnson om Yourfavoritemartian te produceren, stuurde hij het project naar eigen zeggen op pensioen.

## Runaway Thoughts
In de periode eind 2012 - begin 2013 was Johnson samen met zijn vriendin bezig met het oprichten van Runaway Thoughts. Dit zou hun eigen bedrijf gaan worden en het produceert sinds eind 2012 de vernieuwde series van Equals Three(=3). In 2013 werd de miniserie Riley Rewind opgenomen.

## Filmografie
| Televisie   | Televisie | Televisie | Televisie |
| Jaar        | Titel     | Rol       |           |
| ----------- | --------- | --------- | --------- |
| 2011 - 2012 | YFMTS     | Puff-Puff |           |

## Trivia
- Johnson maakte twee iPhone-applicaties: een met al zijn =3- Yourfavoritemartian- en Breaking NYC-filmpjes en een spel.
- My Balls haalde nr. 63 in de Nederlandse iTunes Top 100.
- Club Villain haalde nr. 87 in de Nederlandse iTunes Top 100.
- Het YouTube-kanaal Animonster heeft een tekenfilm gemaakt van YFM die een paar keer per maand verschijnt.
- In 2013 nam hij samen met rapper Destorm een nummer op voor diens EP King Kong.